# Desert Hot Springs
Desert Hot Springs és una població dels Estats Units a l'estat de Califòrnia. Segons el cens del 2000 tenia 16.582 habitants.

## Demografia
Segons el cens del 2000, Desert Hot Springs tenia 16.582 habitants, 5.859 habitatges, i 3.755 famílies. La densitat de població era de 275,4 habitants/km².
Dels 5.859 habitatges en un 38,7% hi vivien nens de menys de 18 anys, en un 39,3% hi vivien parelles casades, en un 17,9% dones solteres, i en un 35,9% no eren unitats familiars. En el 27,6% dels habitatges hi vivien persones soles el 9,9% de les quals corresponia a persones de 65 anys o més que vivien soles. El nombre mitjà de persones vivint en cada habitatge era de 2,8 i el nombre mitjà de persones que vivien en cada família era de 3,45.
Per edats la població es repartia de la següent manera: un 33,3% tenia menys de 18 anys, un 9,7% entre 18 i 24, un 29,4% entre 25 i 44, un 16,5% de 45 a 60 i un 11,1% 65 anys o més.
L'edat mediana era de 30 anys. Per cada 100 dones de 18 o més anys hi havia 91,6 homes.
La renda mediana per habitatge era de 25.987 $ i la renda mediana per família de 29.126 $. Els homes tenien una renda mediana de 27.873 $ mentre que les dones 21.935 $. La renda per capita de la població era d'11.954 $. Entorn del 22,4% de les famílies i el 27,5% de la població estaven per davall del llindar de pobresa.

## Poblacions més properes
El següent diagrama mostra les poblacions més properes.